# Itarissa insigne
Itarissa insigne är en insektsart som beskrevs av Vignon 1924. Itarissa insigne ingår i släktet Itarissa och familjen vårtbitare. Inga underarter finns listade i Catalogue of Life.